# CNC-EA
La Coordinadora Nacional Campesina Eloy Alfaro es una organización social política que lucha por el cumplimiento pleno de los derechos de los campesinos en el Ecuador.

## Historia
La creación de la CNC-EA, no se remite al momento de su constitución, sino que responde a las iniciativas campesinas de reunirse y consolidar una fuerza organizativa que permita enfrentar las causas de su situación de exclusión social allá por los años 70
La CNC-EA es una de las organizaciones sociales más representativas en el Ecuador, la cual se desprende de la CONFEUNASSC-CNC en el año 2005

## Posición política
```
por ser la expresión más acabada del sistema capitalista, profundiza en la sociedad los problemas del Individualismo, la falta de solidaridad, la crisis de la familia, el predominio del mercado sobre la vida de la gente y el crecimiento e intensificación de la pobreza, el Neoliberalismo condiciona y arrastra a la humanidad a un suicidio colectivo.
```

Ante esta realidad se identifica como una organización de izquierda y plantea la construimos permanentemente de una nueva democracia, con justicia social y economía solidaria.

## Acciones relevantes
1990 - 28 de abril Toma de la iglesia de Santo Domingo en Quito.
1996 - La CNC conjuntamente con la CONAIE, Coordinadora de Movimientos Sociales, sectores ciudadanos y progresistas del país conformamos el Movimiento Pachakutik-Nuevo País, rompiendo con esto el viejo esquema de la partidocracia.
2002 - 31 de octubre.- Caminata y Movilización nacional contra el ALCA en el marco de la reunión de los ministros del continente americano.